# Timur Safin
Timur Safin (* 4. srpna 1992 Taškent, Uzbekistán) je ruský sportovní šermíř tatarské národnosti, který se specializuje na šerm fleretem.
Rusko reprezentuje od roku 2014. Na olympijských hrách startoval v roce 2016 v soutěži jednotlivců a družstev. V soutěži jednotlivců získal bronzovou olympijskou medaili. V roce 2014 obsadil třetí místo na mistrovství světa v soutěži jednotlivců a v roce 2016 získal v soutěži jednotlivců titul mistra Evropy. S ruským družstvem fleretistů vybojoval na olympijských hrách 2016 zlatou olympijskou medaili ve stejném roce vybojoval s družstvem titul mistrů Evropy.